# Felipe Miñambres
Felipe Miñambres Fernández (Astorga, 1965. április 29. –) spanyol válogatott labdarúgó.

## Pályafutása

### Klubcsapatban
Pályafutását a Sporting Gijónban kezdte. Az első csapatban az 1987–88-as szezonban mutatkozott be. 1989-ben szerződést kötött a kanári-szigeteki Tenerife csapatával, melyet tíz éven keresztül erősített. Az UEFA-kupa 1996–97-es sorozatában egészen az elődöntőig jutottak. 1999-ben a Tenerife kiesett az élvonalból és 34 évesen befejezte pályafutását. Több, mint 300 mérkőzésen lépett pályára s spanyol élvonalban.

### A válogatottban
1989 és 1994 között 6 alkalommal szerepelt a spanyol válogatottban és 2 gólt szerzett. Részt vett az 1994-es világbajnokságon.

### Edzőként
Miután befejezte játékos pályafutását maradt a Tenerife csapatánál, ekkor az 1999–2000-es szezonban a másodosztályban szerepeltek. Később volt még vezetőedző a Hércules, az UD Salamanca, az Alicante, az UE Lleida csapatainál is. 2010-ben a Rayo Vallecanonál dolgozott.

## Külső hivatkozások
- Felipe Miñambres adatlapja a National-Football-Teams.com oldalon (angolul)

- Felipe Miñambres (angol nyelven). eu-football.info
- Felipe Miñambres (angol nyelven). BDFutbol.com
- Felipe Miñambres (edzőként) (angol nyelven). BDFutbol.com